# Nothing but Thieves (album)
Nothing but Thieves è il primo album in studio del gruppo musicale britannico omonimo, pubblicato il 16 ottobre 2015 dalla Sony Music.

## Tracce
Testi e musiche di Joseph Langridge-Brown, Dominic Craik, Conor Mason, Julian Emery e Jim Irvin, eccetto dove indicato.
1. Excuse Me – 3:38
2. Ban All the Music – 2:52 (Joseph Langridge-Brown, Dominic Craik, Conor Mason)
3. Wake Up Call – 2:45 (Joseph Langridge-Brown, Dominic Craik, Conor Mason, Larry Hibbitt)
4. Itch – 3:24 (Joseph Langridge-Brown, Dominic Craik, Conor Mason, Larry Hibbitt)
5. If I Get High – 3:26 (Joseph Langridge-Brown, Dominic Craik, Conor Mason)
6. Graveyard Whistling – 3:52
7. Hostage – 3:49
8. Trip Switch – 3:01
9. Lover, Please Stay – 4:07 (Joseph Langridge-Brown)
10. Drawing Pins – 3:37 (Joseph Langridge-Brown, Dominic Craik, Conor Mason)
11. Painkiller – 2:25 (Joseph Langridge-Brown, Dominic Craik, Conor Mason)
12. Tempt You (Evocatio) – 3:36

Tracce bonus nell'edizione deluxe
1. Honey Whiskey – 3:11
2. Hanging – 3:51
3. Neon Brother – 3:55
4. Six Billion – 3:46

Tracce bonus nell'edizione giapponese
1. In My Head – 3:51
2. If I Get High (II) – 3:25
3. Ban All the Music (II) – 2:57

## Formazione
Gruppo
- Conor Mason – voce
- Joseph Langridge-Brown – chitarra
- Dominic Craik – chitarra, tastiera, programmazione (traccia 5)
- Phil Blake – basso
- James Price – batteria

Altri musicisti
- Julian Emery – programmazione (tracce 1, 7 e 8)
- Larry Hibbitt – programmazione aggiuntiva (traccia 4), percussioni (traccia 10)

Produzione
- Julian Emery – produzione (tracce 1-9, 11), produzione aggiuntiva (traccia 12)
- Adam Noble – ingegneria del suono (tracce 1-5, 7-9, 11 e 12), missaggio (tracce 1, 3, 4, 7, 8 e 10)
- Tom A.D. Fuller – assistenza tecnica (tracce 1-5, 7-9, 11 e 12)
- James Hockley – ingegneria Pro Tools (tracce 1, 3-7, 12)
- Pete Hutchings – ingegneria Pro Tools (tracce 1, 3, 7, 9 e 12)
- Jim Irvin – produzione aggiuntiva (tracce 1, 3-9, 11 e 12)
- Cenzo Townsend – missaggio (tracce 2, 5, 6, 9, 11 e 12)
- Sean Julliard – assistenza al missaggio (tracce 2, 5, 6, 9, 11 e 12)
- Larry Hibbitt – produzione aggiuntiva della chitarra (tracce 3 e 8), produzione (traccia 10)
- Dominic Craik – produzione aggiuntiva (tracce 5, 10), produzione (traccia 12)
- Mattia Sartori – ingegneria del suono (traccia 6)
- Robin Schmidt – mastering

## Classifiche
| Classifica (2015-16)      | Posizione massima |
| ------------------------- | ----------------- |
| Australia                 | 27                |
| Belgio (Fiandre)          | 111               |
| Belgio (Fiandre)          | 104               |
| Italia                    | 97                |
| Paesi Bassi               | 36                |
| Regno Unito               | 7                 |
| Stati Uniti               | 130               |
| Stati Uniti (alternative) | 11                |
| Stati Uniti (heatseekers) | 2                 |
| Stati Uniti (rock)        | 15                |
| Svizzera                  | 74                |